# Scrophularia sinaica
Scrophularia sinaica är en flenörtsväxtart som beskrevs av George Bentham. Scrophularia sinaica ingår i släktet flenörter, och familjen flenörtsväxter. Inga underarter finns listade i Catalogue of Life.